# Wedderkop (Adelsgeschlecht)

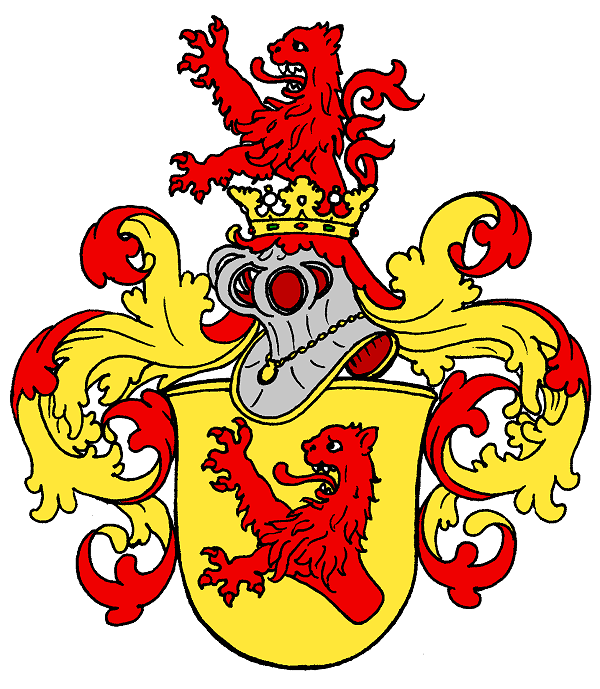
Wappen derer von Wedderkop

Wedderkop, früher auch Wedderkopp, Wedderkopf(f) oder Wedderkopfius, ist der Name eines aus Niedersachsen stammenden Adelsgeschlechts.

## Geschichte

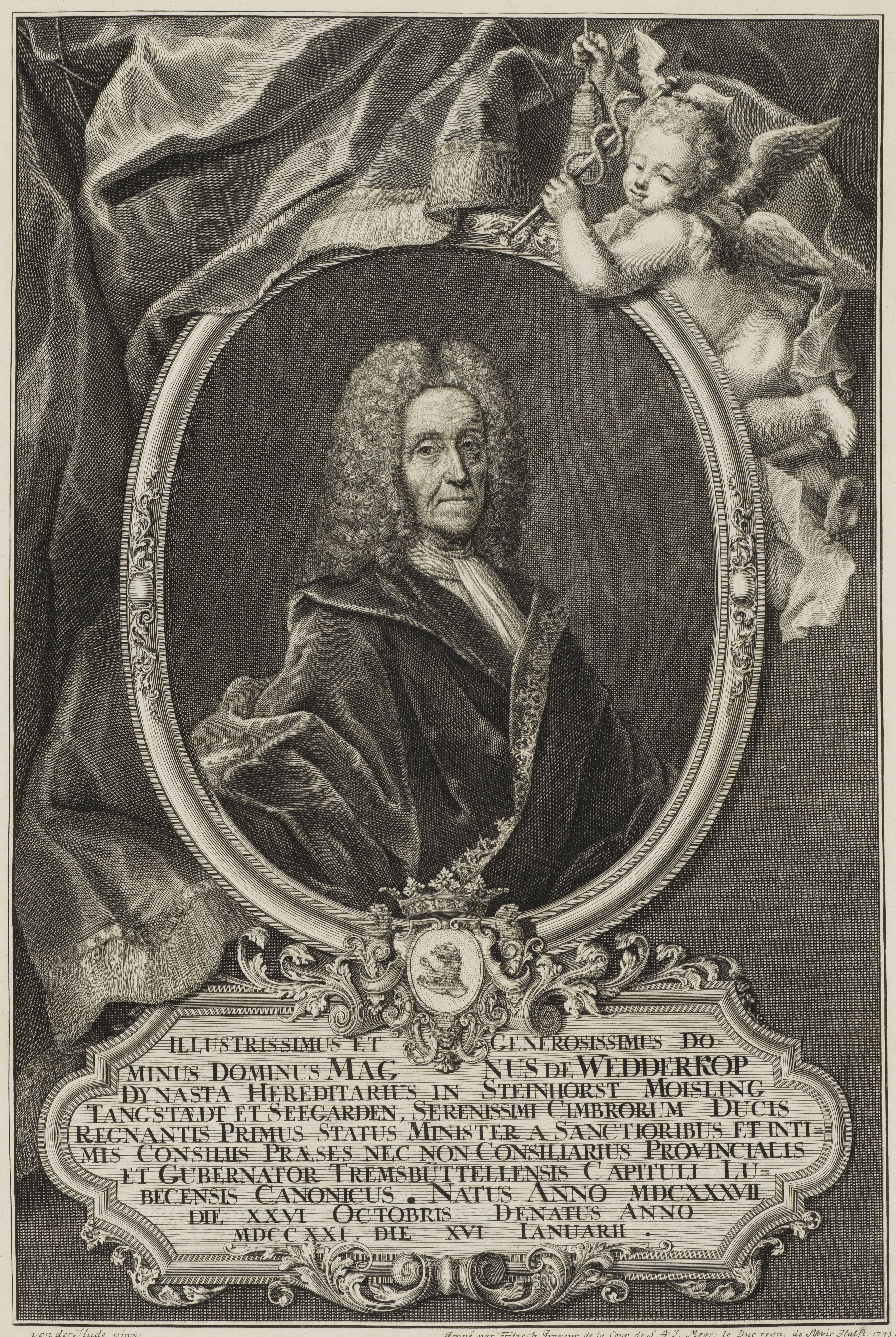
Kupferstich-Porträt von Magnus von Wedderkop von Christian Friedrich Fritzsch nach einem Gemälde des Lübecker Malers Jürgen Matthias von der Hude

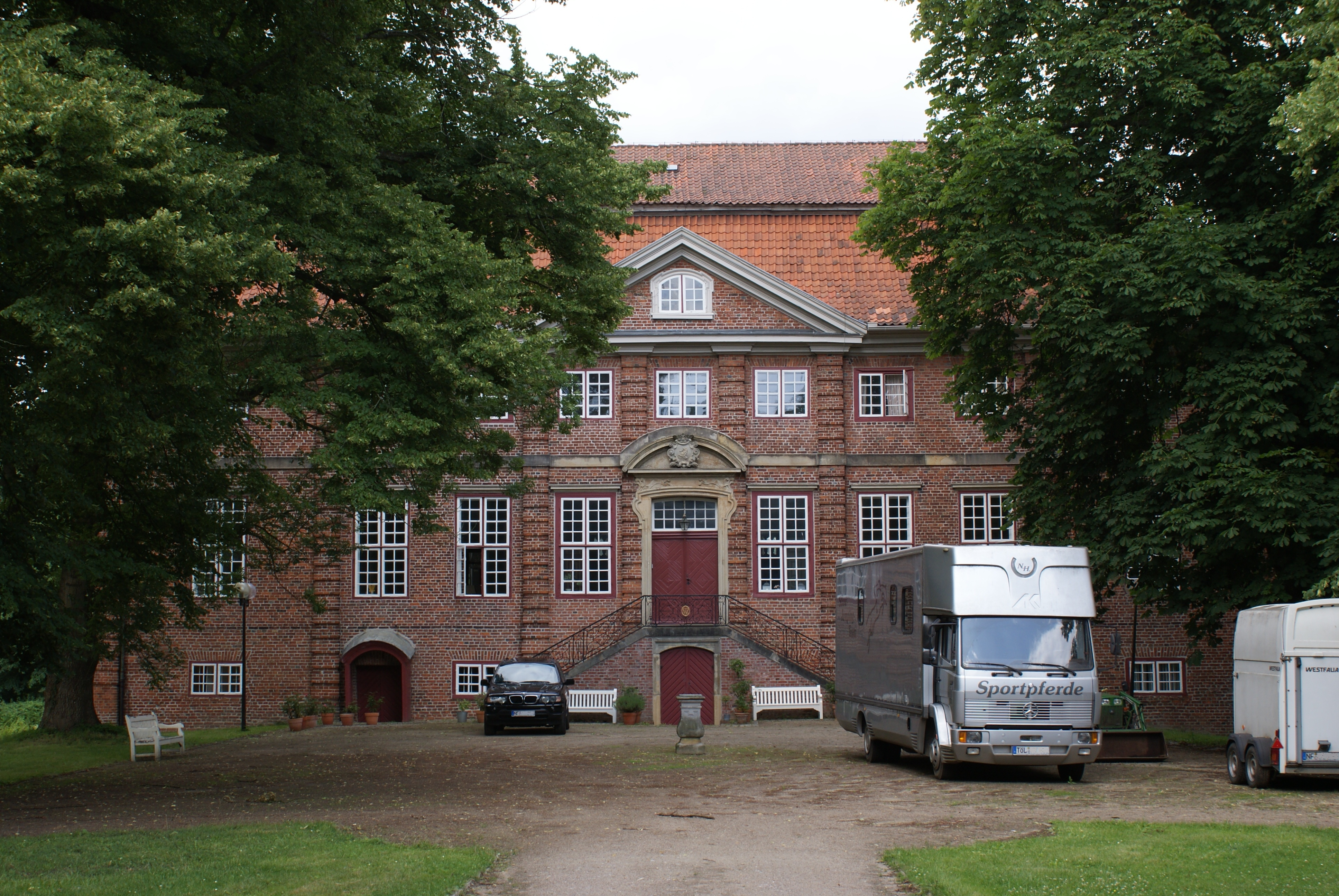
Herrenhaus Steinhorst

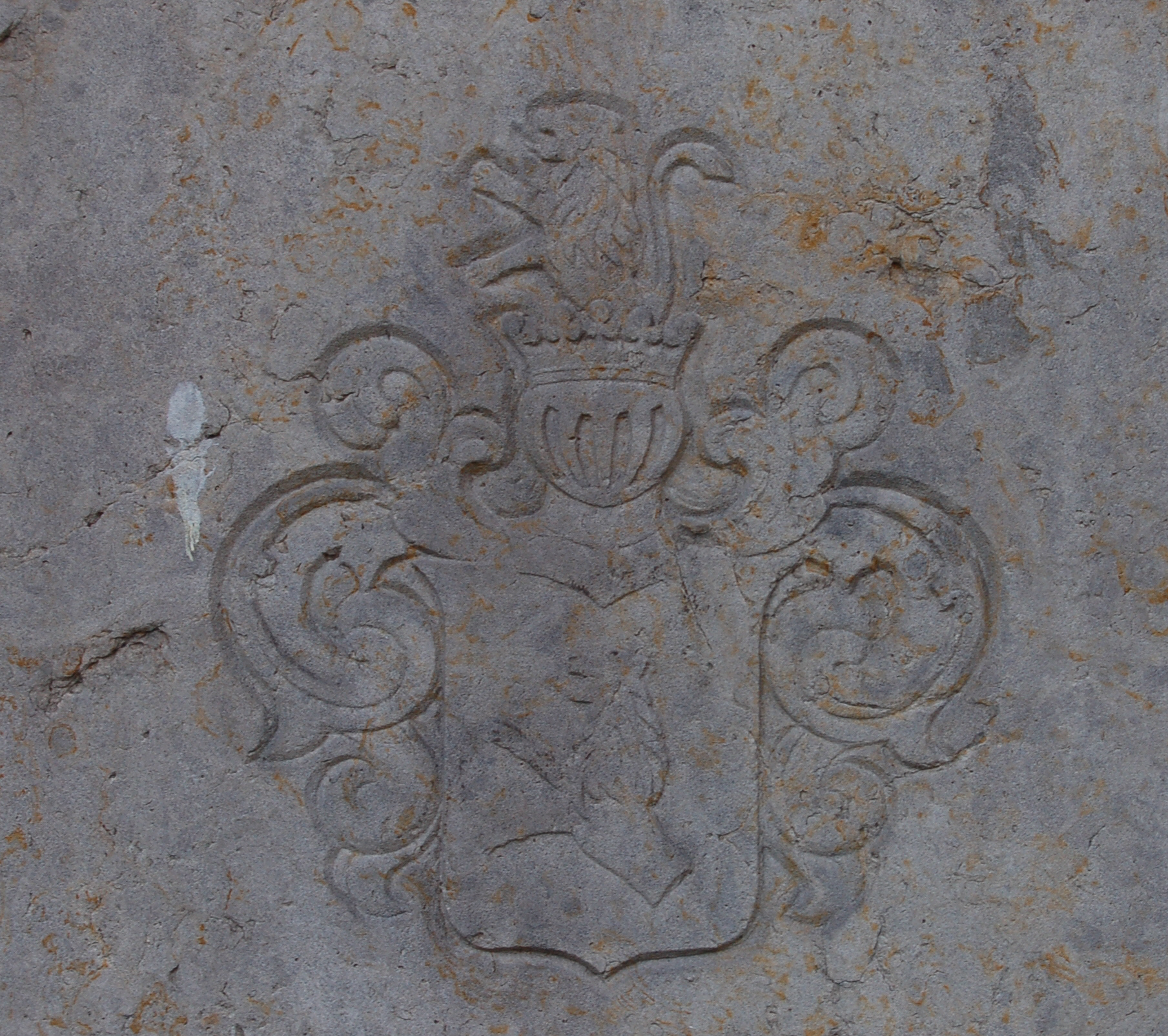
Wappen derer von Wedderkop, in Stein gehauen

Nach der Familiengeschichte, so wie sie im Adelsdiplom von 1682 dargestellt wurde, stammte die Familie aus dem Brabant und dem Gelderland; sie seien dort gute Edelleute gewesen. Joachim von Wedderkop, ein Obristlieutenant im Heer des spanischen Königs Philipp II., habe seines Glaubens wegen sein Vaterland verlassen und sei nach Franken gezogen. Joachims Enkel Henning Wedderkopff sei zunächst Lieutenant in Wallensteins Kavallerie gewesen; er ließ sich in Husum nieder, wo er „mit Kupfer und anderen Sachen“ Handel trieb.
Nach dem Genealogischen Handbuch des Adels stammt das Geschlecht aus Niedersachsen und beginnt seine Stammreihe mit dem Bauern Magnus Wedderkop aus Barum und seinem Sohn Henning Wedderkop, urkundlich im Jahr 1635 († 1662), der Kupferschmied und Kaufmann in Husum war. Sein Sohn war der Rechtsgelehrte und schleswig-holsteinische Staatsmann Magnus von Wedderkop (1637–1721); er wurde zum Stammvater einer ganzen Reihe von Geistlichen, Juristen, Offizieren und Diplomaten im Dienste Dänemarks, Schwedens und später Preußens. Nach Olaus Heinrich Moller stammte Magnus Wedderkop, der Vater von Henning Wedderkop, aus Franken. Dessen Vater Joachim Wedderkop sei, analog zum Adelsdiplom von 1682, Obristleutnant in der Zeit des Achtzigjährigen Kriegs in der spanischen Armee in den Niederlanden gewesen und aus Geldern stammen. Dieser soll protestantisch geworden und nach Franken gezogen sein sowie Sophia von der Kere geheiratet haben.
Laut dem Hamburger Abendblatt vom 12. November 1962 war Magnus von Wedderkop (1882–1962) der letzte Träger des Namens von Wedderkop.

### Standeserhebungen
- Reichsadelsstand Wien am 17. Juni 1687 für Dr. jur. Magnus Wedderkopp durch Kaiser Leopold II. und Aufnahme in die schleswig-holsteinische Ritterschaft. Damit zählt das Geschlecht innerhalb der Ritterschaft zu den recepti (im Gegensatz zu den Equites Originarii).
- Schwedische Adelsnaturalisation als „v. Wedderkop“ am 23. November 1693 und Introduktion bei der Adelsklasse der Schwedischen Ritterschaft unter Nr. 1281.[3]

### Besitzungen
- Schloss Tremsbüttel 1670–
- Herrenhaus Steinhorst 1691–1738
- Gut Seegard auf Pellworm 1679–1684/1689–1768
- Tangstedt 1699–1756
- Moisling 1702–1762
- Gut Neudorf bei Lütjenburg 1719–1738
- Grundstück des Görtz-Palais –1709
- Gut Gelting –1736
- Gut Dollrott 1758–1802
- Gut Lasbek
- Gut Marutendorf, heute Ortsteil von Achterwehr 1716–1726
- Gut Blockshagen, heute Ortsteil von Mielkendorf 1716–1726
- Schloss Sinzig 1934–1954

### Straßen
- Wedderkopsweg in Braunschweig
- Von Wedderkopstraße in Steinhorst

### Grablegen
Zwei Kapellen im Lübecker Dom dienten als Bestattungsorte der Familie. Die ältere Wedderkop-Kapelle liegt im südlichen Seitenschiff und wurde 1697 von Magnus von Wedderkop angekauft. Die heutige Gestaltung der Kapelle wurde durch seinen Sohn Friedrich Christian von Wedderkop 1748 veranlasst. Die Inschrift weist auf Magnus von Wedderkops Güter als Erbherr auf Gut Steinhorst, Tangstedt und Moisling hin. Über dem Portal ist das Familienwappen in weißem Marmor angebracht. Die jüngere Wedderkop-Kapelle befand sich unter dem Südturm des Lübecker Doms. Die Stelle wurde 1725 von Gottfried von Wedderkop erworben und erstmals zu einer Grabkapelle gestaltet, jedoch ging diese zweite Grablege beim Luftangriff auf Lübeck 1942 verloren.

### Etymologie
Rudolf Zoder kommt zum Schluss, dass Wedderkop(p) die mittelniederdeutsche Form von „Widderkopf“ darstellt. Widder ist das männliche Schaf. Entweder als Übername für eine Person oder als Örtlichkeits-/Häusername, der zum Familiennamen wurde. Auch August Friedrich Pott erklärt eine Verbindung zum Tiernamen. In den Kieler Neueste Nachrichten vom 27. Oktober 1935 wird diese Ableitung für den süddeutschen Raum akzeptiert, für das niederdeutsche allerdings „der Starrsinnige, der Widerspruchsgeist“ für Wedderkop in seiner Ursprungsform als Bedeutung angenommen. Abgeleitet von der Eigenschaft eines Vorfahren. Im Deutschen Wörterbuch hat das mittelniederdeutsche Wort wedderkop die Bedeutung des heutigen Wiederkauf, im Wörterbuch findet man allerdings auch die Referenz zum Widderkopf.
Im Bördegebiet um die Königspfalz Werla, insbesondere im Nördlichen Harzvorland, in dem auch Barum liegt, gibt es eine Häufung des Wortelements Wed(d)e in vielen Namen, mit unterschiedlicher Bedeutung. Wedelingerode steht beispielsweise für die Rodung der Leute des Widuheri. Weddersleben leitet sich ebenfalls von Widu (Holz, Wald) ab. Weddingen und Weddel sind verwandt mit dem mittelniederdeutsch wat, einer seichten Stelle im Wasser. Der Weddebach leitet sich vom Ortsnamen Weddingen ab, als Weddinger Bach. Mit Wedderstedt, Wedderstorp oder dem Weddemweg in Gebhardshagen befinden sich weitere Beispiele in der Region. Eine Verbindung mit dem Namen Wedderkop konnte bisher nicht belegt werden.

## Wappen
Das Wappen von 1687 entspricht dem des 1472 gestorbenen Edleff Knudsen auf Seegard. Es zeigt in Gold einen (halben) wachsenden (gold gekrönten) roten Löwen. Auf dem Helm mit rot-goldenen Decken der wachsende Löwe.

### Verwandte Ortswappen
- Wappen von Steinhorst (Lauenburg)

Wappen von Steinhorst

## Namhafte Vertreter
Stammliste des Adelsgeschlechts Wedderkop mit den in der Wikipedia vertretenen Personen und wichtigen Zwischenmitgliedern:
1. Henning Wedderkop
  1. Magnus von Wedderkop (* 1637; † 1721), Jurist und Politiker
    1. Gottfried von Wedderkop (* 1689; † 1741), Landrat, Amtmann und Gesandter der dänischen Krone, Erbauer des Herrenhauses Steinhorst, Domherr zu Lübeck
      1. Anna Cathrine von Wedderkop (* 1721; † 1774)
 ⚭ Conrad von Holstein, einem Enkel von Adam Christoph von Holstein und Neffen von Ulrich Adolph von Holstein
      2. Johan Ludvig von Wedderkop (* 1723; † 1767), dänischer Oberst, Großkreuz des Dannebrogordens
 ⚭ Christina Sofia von Hildebrandt
        1. Elizabeth Anna Louise von Wedderkop (* 1765; † 1836)
 ⚭ Cay Wilhelm von Ahlefeldt

    2. Friedrich Christian von Wedderkop (* 1697; † 1756), Holstein-Gottorfischer Staatsminister, Amtmann zu Tremsbüttel, 1742 Domdechant zu Lübeck
      1. Anna Margareta von Wedderkop (* 1716; † 1760)
 ⚭ Christian Gerhard von Ahlefeldt, einem Sohn von Benedikt von Ahlefeldt
      2. Magnus von Wedderkop (* 1717; † 1771), schwedischer Oberkammerherr und Hofmarschall, Domherr in Lübeck
      3. Johann Ludwig von Wedderkop (* 1724; † 1777), auf Dollrott, großfürstlicher Landrat und Generalerbpostmeister, Domherr in Lübeck
        1. Magnus von Wedderkop (* 1758; † 1825) auf Dollrott, schwedischer Hauptmann a. D., Landrat im Herzogtum Schleswig
 ⚭ Cordelia von Wedderkop (* 1774; † 1841), schwedische Malerin und Zeichnerin
          1. Adèle von Wedderkop (* 1792; † wahrscheinlich 1871), Stiftsdame und Malerin
          2. Theodor von Wedderkop (* 1802; † 1887), Jurist und Schriftsteller
            1. Magnus von Wedderkop (* 1830; † 1907)
 ⚭ Elisabeth Post, einer Ur-Enkelin von Liborius Diederich Post
              1. Magnus von Wedderkop (* 1864; † 1929)
 ⚭ Else Koenigs, einer Tochter von Ernst Friedrich Wilhelm Koenigs
              2. Hermann von Wedderkop (* 1875; † 1956), Schriftsteller

            2. Friedrich Ludwig Wilhelm von Wedderkop (* 1834; † 1876), Gutsherr auf Gut Eschelmark
 ⚭ Marianne von Hildebrand
              1. Magna Bertha Jenny von Wedderkop (* 1867; † 1947)
 ⚭ Detlev von Bülow
              2. Friedrich August von Wedderkop (* 1868; † 1945)
                1. Annelise Bertha Adolfine von Wedderkop (* 1901; † 1985)
 ⚭ Karl-Friedrich von der Meden

              3. Curt von Wedderkop (* 1871; † 1938), Leutnant und Flügeladjutant
              4. Anna Maria Louise Emilie Elisabeth von Wedderkop (* 1874; † 1945)
 ⚭ Max Detlef Herman Heinrich von Ahlefeldt, einem Enkel von August von Ahlefeld

            3. Anna von Wedderkop (* 1838; † 1901)
 ⚭ Hermann von Dörnberg
            4. Cordella von Wedderkop (* 1841; † 1883), postum Großmutter von Anton Detlev von Plato
 ⚭ Adolf von Plato

          3. Constantia Henrietta Eugenia Constance Henriette von Wedderkop (* 1805; † 1891)
 ⚭ Otto Ludvig Levin, dem Bruder von Carl Herman Levin

        2. Georg Konrad von Wedderkop (* 1765; † 1841), seit 1774 Domherr in Lübeck
 ⚭ Adamine Wilhelmine Nicoline Moltke, einer Tochter von Friedrich Ludwig von Moltke
          1. Ludwig von Wedderkop (* 1807; † 1882), deutscher Richter und Parlamentarier
            1. Julius von Wedderkop (* 1849; † 1921), Oberhofmarschall und Hausmarschall
              1. Sophie Adamine Friederike Gustava Paula von Wedderkop (* 1879; † 1950)
 ⚭ Alexander von Falkenhausen
              2. Magnus von Wedderkop (* 1882; † 1962), Generalleutnant

          2. Cay Nicolaus Heinrich Magnus von Wedderkop (* 1809; † 1888)
            1. Wilhelm Jacob Anton von Wedderkop (* 1842; † 1906)
              1. Arved von Wedderkop (* 1873; † 1954), Major, Regierungsrat und Klosterpropst zu Uetersen

          3. Louise Sophie Albertine von Wedderkop (* 1813)
 ⚭ Carl Eduard Lillie, einem Sohn von Joseph Christian Lillie

    3. Anna Catharina Wedderkop (* 1699; † 1741), postum Großmutter von Friedrich Levin von Holmer
 ⚭ Cyril Wyche

  2. Gabriel Wedderkop (* 1644; † 1696), evangelisch-lutherischer Geistlicher, Pastor von St. Nikolai in Kiel
    1. Anna Wedderkop (* 1675; † 1703)
 ⚭ Heinrich Muhlius
    2. Ida Augusta Wedderkop (* 1676; † 1745)
 ⚭ Timotheus Lütkemann
    3. Catarina Dorothea Wedderkop (* 1679; † 1733)
 ⚭ Johan Adolf Ovens, einem Sohn von Jürgen Ovens
    4. Matthias Gabriel Wedderkop (* 1685; † 1749), Pastor in Oldenswort
      1. Margaretha Elisabeth Wedderkop (* 1715; † 1784), Mutter von Philipp Gabriel Hensler
 ⚭ Friedrich Hensler
      2. Peter Gabriel von Wedderkop (* 1717; † 1783)
        1. Frederikke Gabrielle von Wedderkop (* 1747; † 1789), Mutter von Ludvig Conrad Neckelmann
 ⚭ Johann von Neckelmann

    5. Maria Amalia Wedderkop (* 1692; † 1757), schwedische Handelsvertreterin und Mutter von Bengt Gabriel von Spången
 ⚭ Jakob Berendt
 ⚭ Carl Magnus von Spången
 ⚭ Christian Adolf König

  3. Thomas Wedderkop (* 1639; † 1718), Advokat in Husum
    1. Anna Wedderkop (* 1681)
 ⚭ Friedrich Christian Feustking
    2. Thomas Wedderkop (* 1684; † 1751), Schloßapotheker in Glückstadt

## Galerie

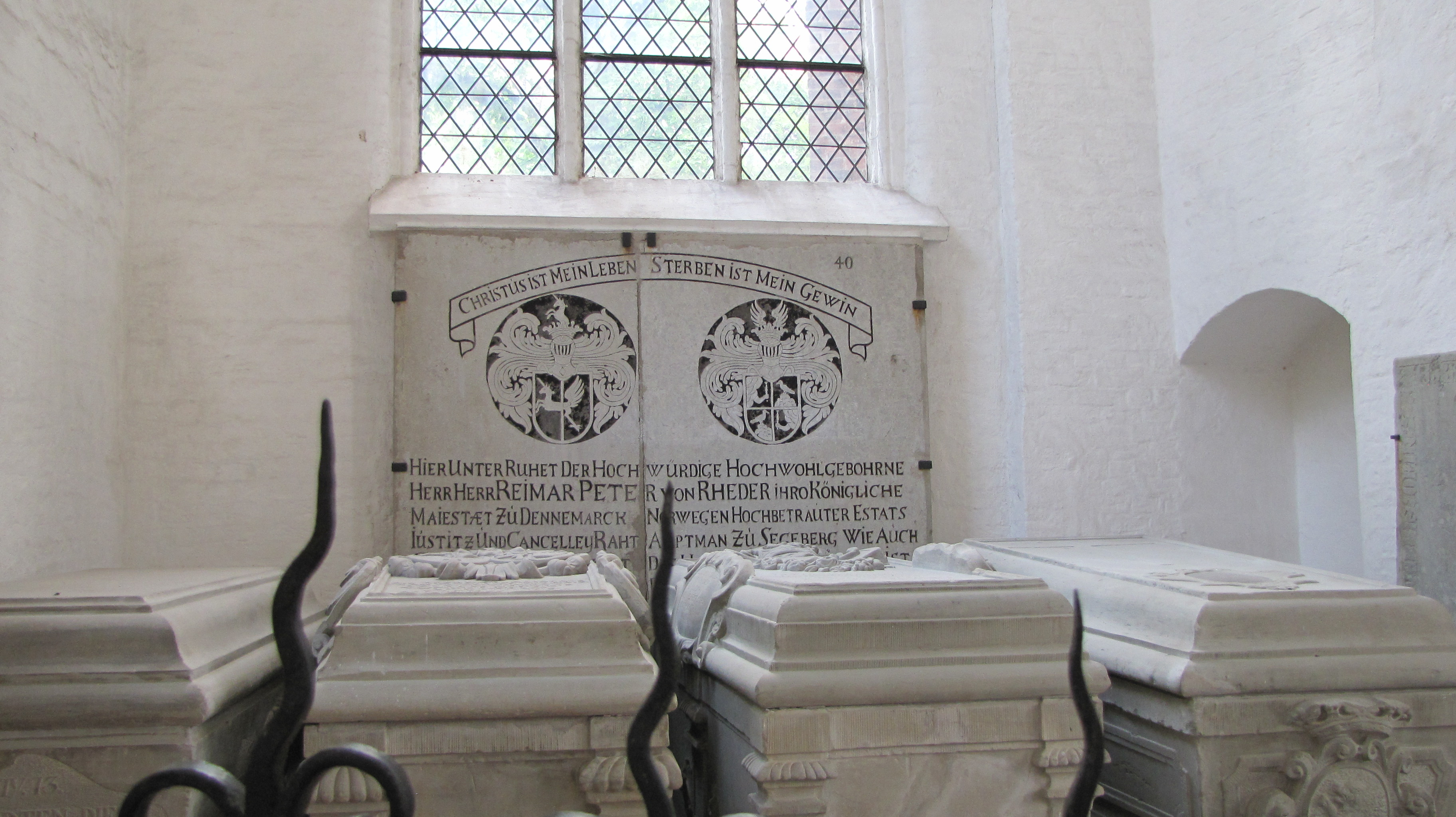
Blick in die Dechantenkapelle mit Grabstein von Reimar Peter von Rheder († 1711) und den Sarkophagen aus der Wedderkop-Kapelle
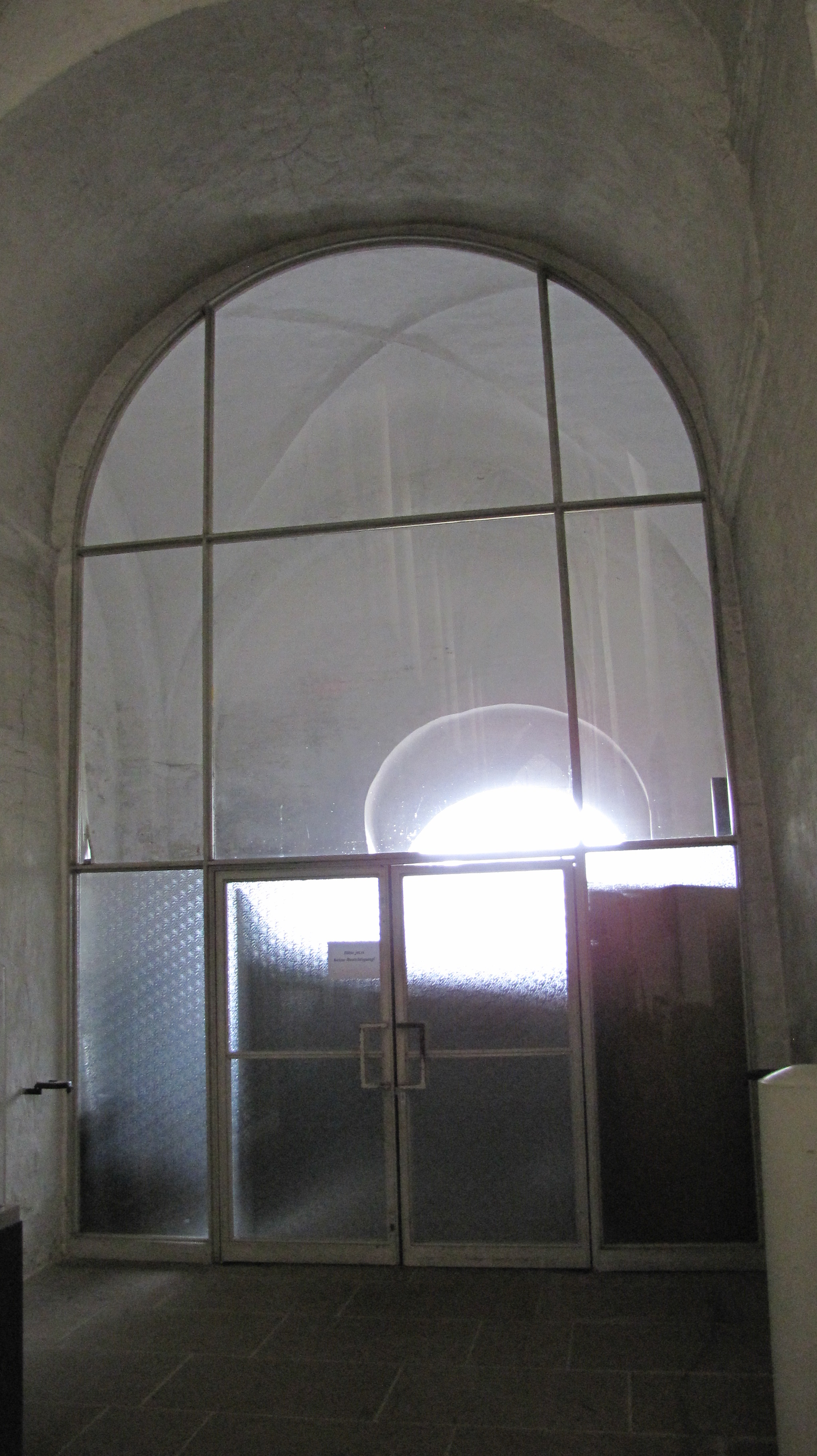
Blick in die südliche Turmkapelle des Lübecker Doms, die bis zur Zerstörung 1942 die von Wedderkop-Kapelle im Süderturm war
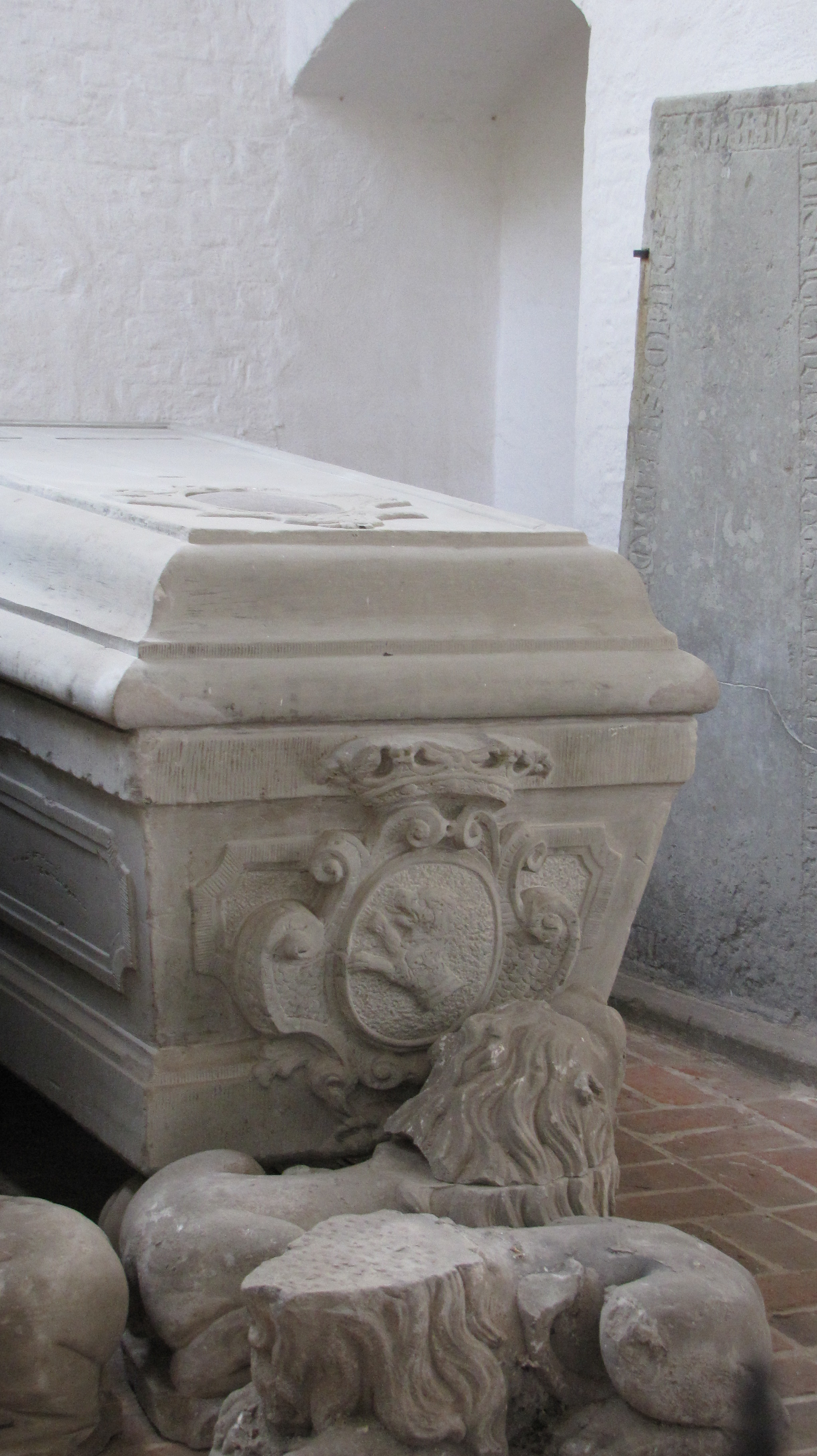
Sarkophag mit dem Wedderkopschen Wappen, wohl Gottfried von Wedderkop, in der Dechanten-Kapelle
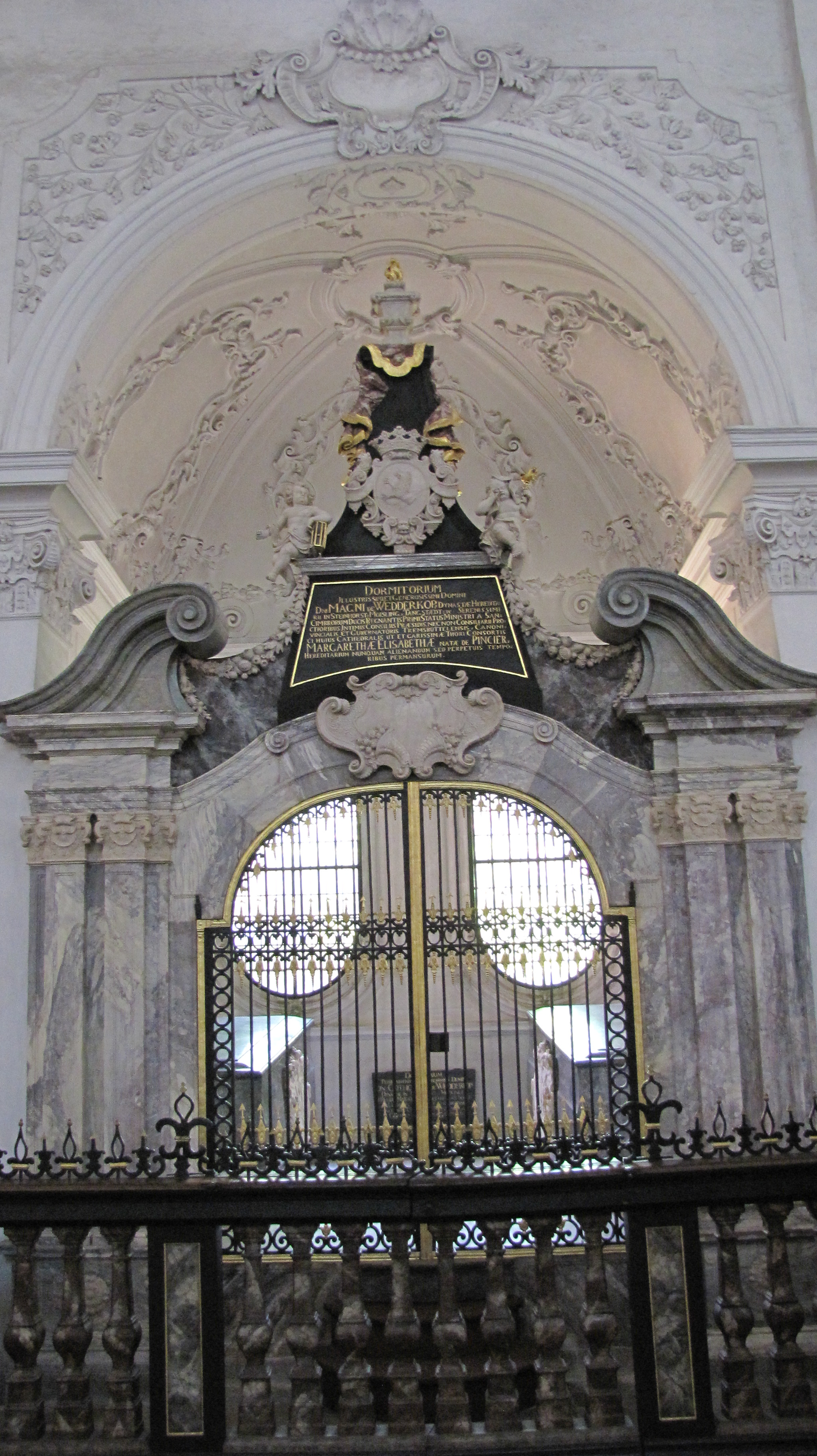
Wedderkop Kapelle mit lateinischer Portalinschrift
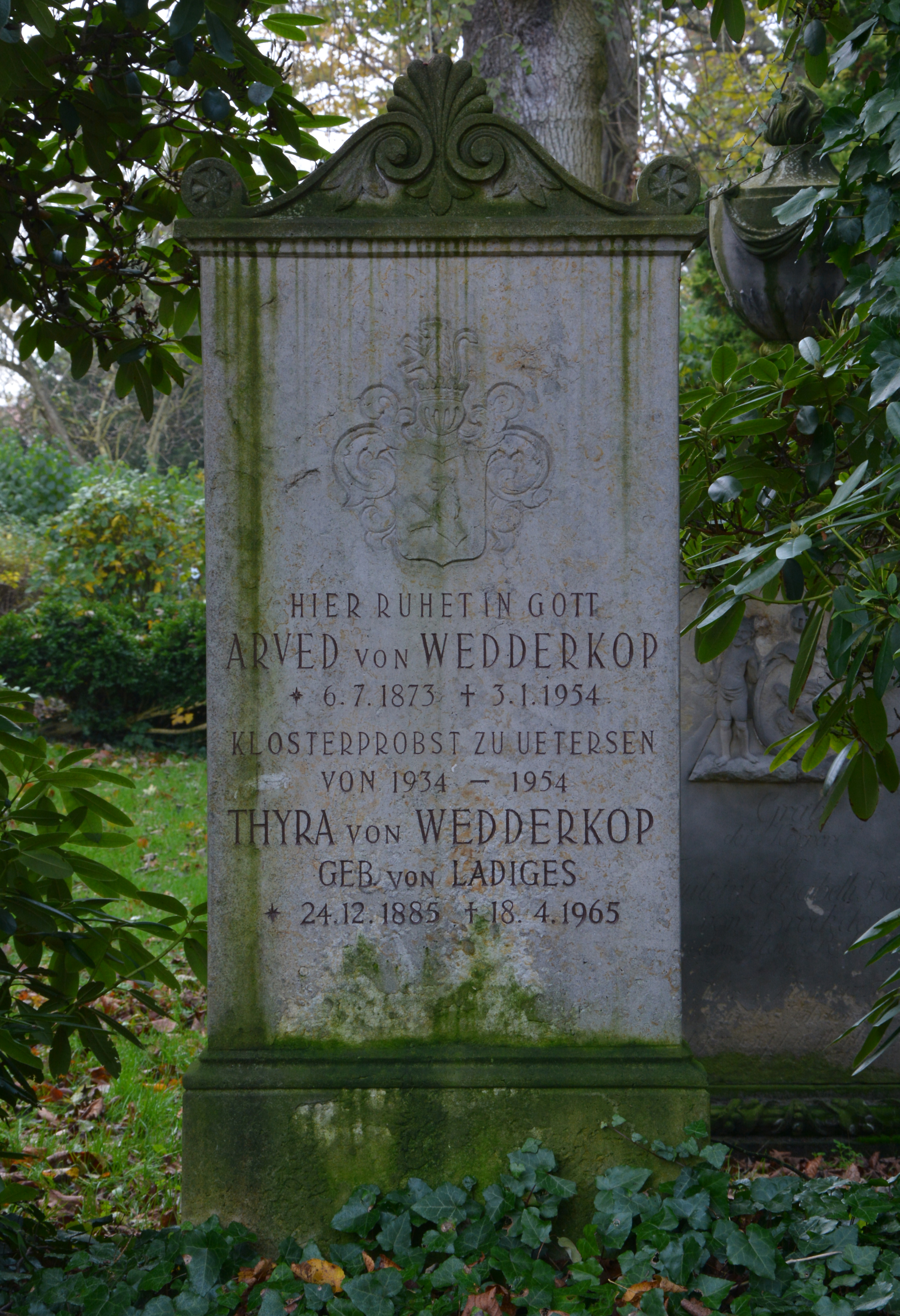
Grabstein von Arved und Thyra von Wedderkop am Jungfernfriedhof des Klosters Uetersen
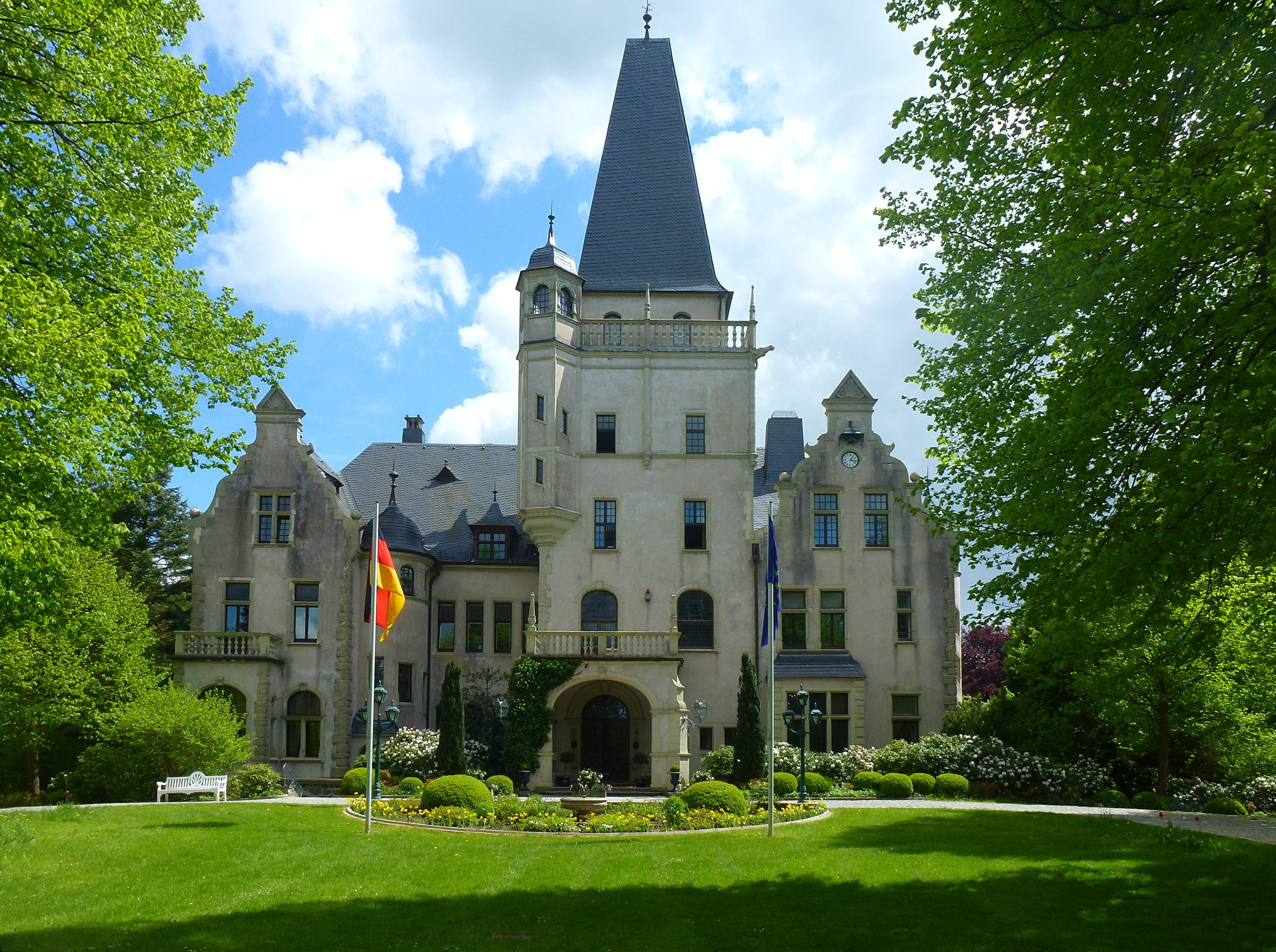
Schloss Tremsbüttel, Eingangsfassade, Mai 2015
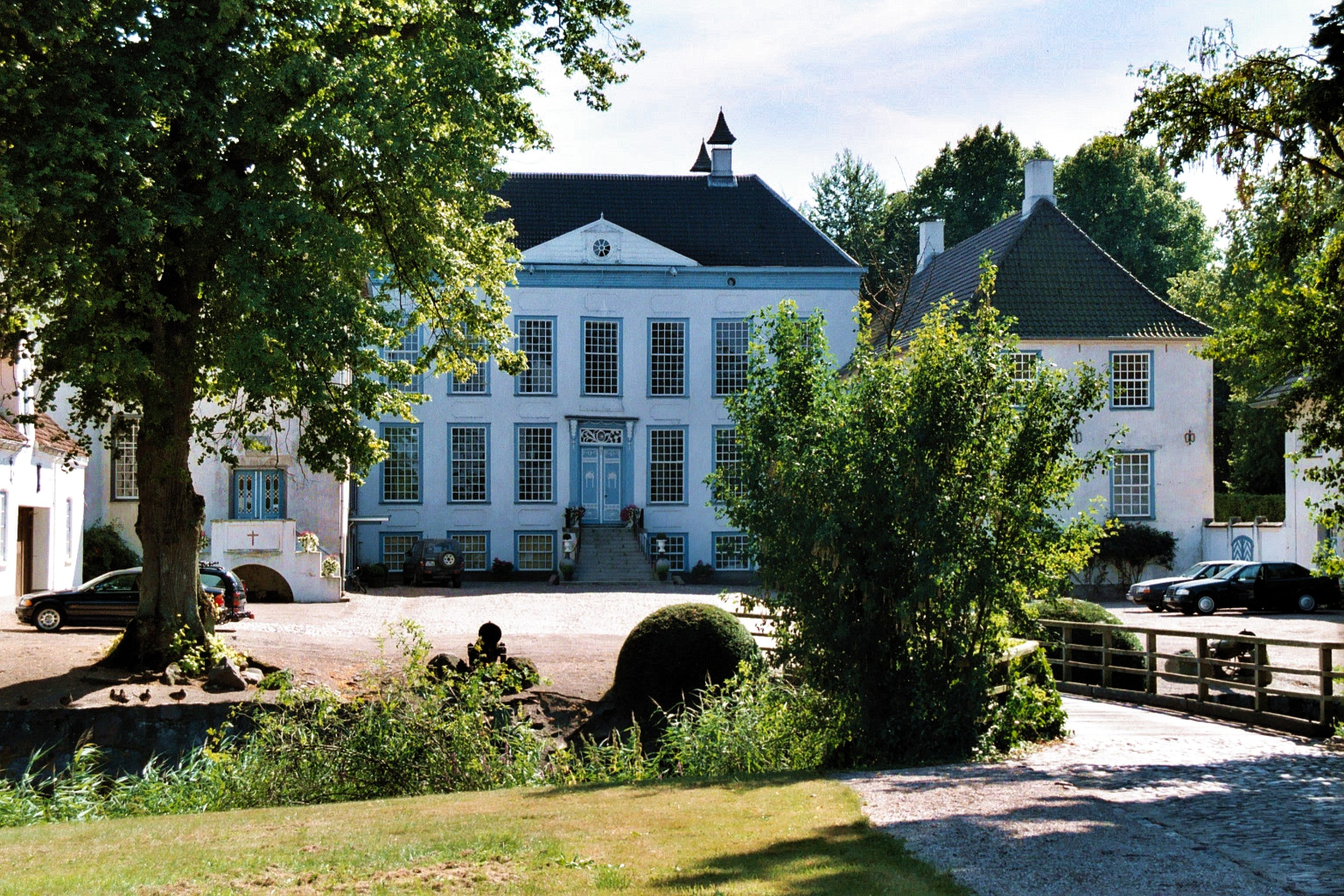
Gut Gelting
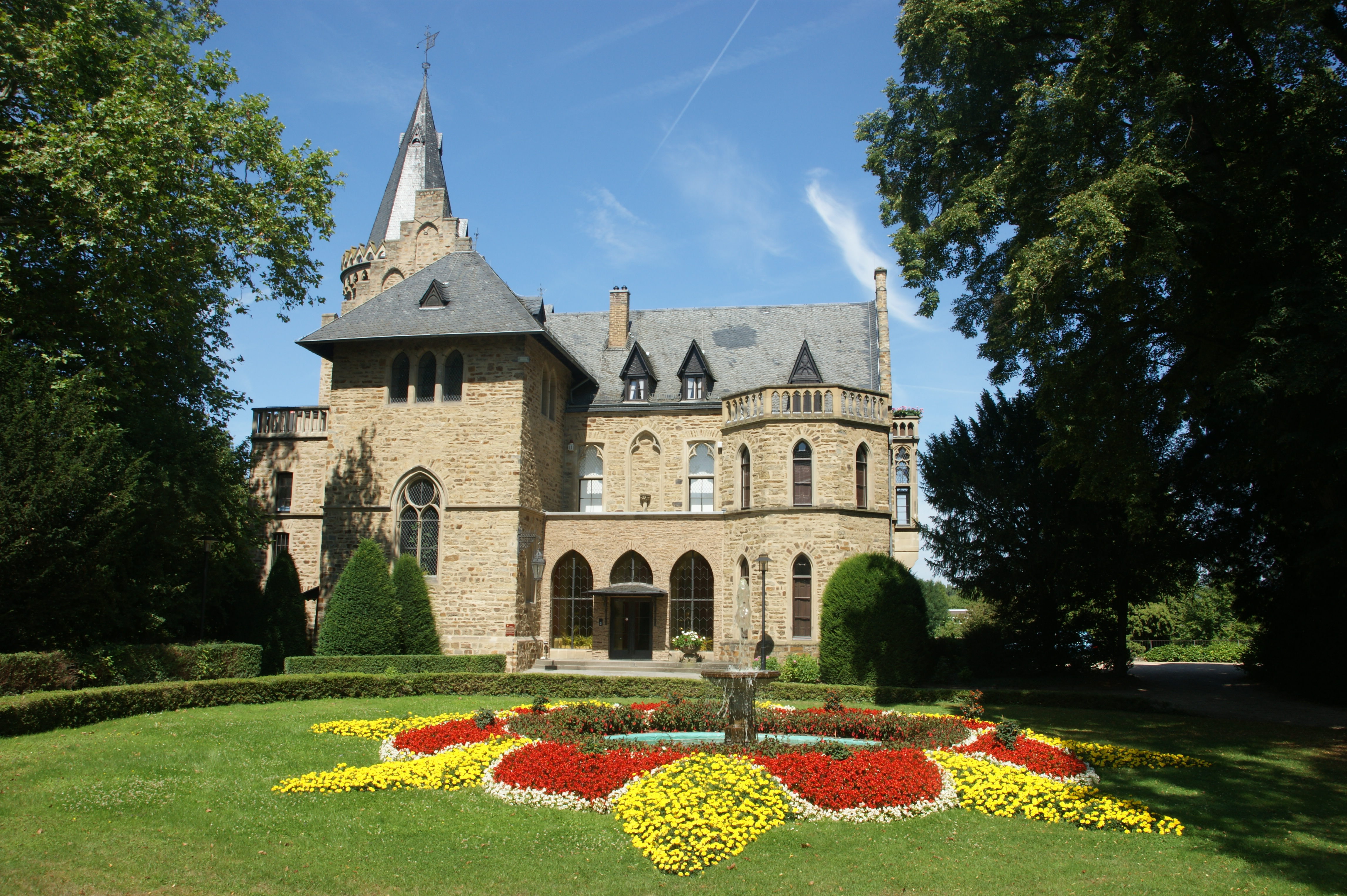
Südseite von Schloss Sinzig

## Sonstiges
In verschiedenen Erzählungen wurden literarische Figuren mit dem Nachnamen Wedderkop und Wedderkopp geschaffen:
- Frau Jenny Treibel von Theodor Fontane aus dem Jahr 1892 enthält den Archäologen Marcell Wedderkopp
- Im Atelier aus dem Jahre 1897 von H. Waldemar enthält den Arno von Wedderkopp[13]
- Mama von Luise Westkirch aus der Zeitschrift Der Bär von 1899 enthält Hildegard Wedderkopp
- Hilligenlei von Gustav Frenssen aus dem Jahr 1905 enthält einen Kassen Wedderkop
- Klaas Baalsens drei Bräute in: Vom sonnigen Tag. eine Sammlung fröhlicher und stiller Geschichten. von Heinrich Tiaden aus dem Jahr 1921 enthält Anna Wedderkop
- Heine Steenhagen wöll ju dat wiesen! Die Geschichte eines Ehrgeizigen von Friedrich Ernst Peters aus dem Jahr 1925 enthält einen Hauptmann von Wedderkop
- Lehrbuch der Liebe und Ehe von Franz Blei aus dem Jahr 1928 enthält einen Herr von Wedderkop
- Stalingrad von Theodor Plievier aus dem Jahr 1945 enthält Oberleutnant Wedderkop
- Die Strudlhofstiege oder Melzer und die Tiefe der Jahre von Heimito von Doderer aus dem Jahr 1951 enthält Gustav Wedderkopp
- Geschichte einer armen Liebe von Ehm Welk, eine freie hochdeutsche Nacherzählung der Verserzählung Kein Hüsung von Fritz Reuter, aus dem Jahr 1960 enthält einen Baron von Wedderkopp und seinen Vetter Kurt von Wedderkopp
- Die Geister von Thorland von Claus Ulrich Wiesner aus dem Jahr 1989 enthält einen Finanzminister Wedderkop
- Der Oboist des Königs. Das abenteuerliche Leben des Johann Jacob Bach. aus dem Jahr 2019 von Olaf Jürgen Schmidt enthält einen Monsiuer Wedderkop

In dem DEFA-Spielfilm Corinna Schmidt, der an Fontanes Frau Jenny Treibel anlehnt, findet sich „Marcell Wedderkopp“ ebenfalls wieder. Ehm Welk schrieb auch das Drehbuch für die Literaturverfilmung Kein Hüsung. Diese enthielt wieder die Rolle des „Baron von Wedderkopp“, die von Lothar Firmans gespielt werden sollte. Die Arbeit an dem Film unter Regisseur Hans-Georg Rudolph wurden im Dezember 1952 abgebrochen, da der Film zu episch angelegt gewesen sei und Kameraarbeit sowie Schauspieler nicht überzeugten. Die Szenen des ersten Verfilmungsversuchs der DEFA gelten als vernichtet. Der Film wurde unter der Regie von Arthur Pohl und mit neuer Besetzung in den Jahren 1953 und 1954 gedreht. In der Endfassung hielt sich der Film ohne diese Rolle enger an die literarische Vorlage der Verserzählung von Fritz Reuter.
Im Ohnsorg-Theater wurde 2001 das plattdeutsche, ländliche Lustspiel To'n Düvel mit Hamlet aufgeführt, in dem verschiedene Wedderkopps stattfinden. Darunter auch Marie Wedderkopp, welche die Rolle der Ophelia verkörpert und von Stefanie Fromm-Meyer gespielt wurde.